# Прозор у двориште (филм)
Прозор у двориште (енгл. Rear Window) је амерички филм из 1954. године, који је режирао Алфред Хичкок. Главне улоге тумаче Џејмс Стјуарт у улози фотографа који је сломио ногу и док се опоравља шпијунира своје комшије и Грејс Кели у улози његове девојке. Премијерно је приказан на Филмском фестивалу у Венецији 1954. године.
Многи критичари и гледаоци га сматрају једним од најбољих Хичкокових, као и једним од најбољих филмова свих времена. Био је номинован за четири Оскара, Амерички филмски институт га је сместио на 42. место своје листе 100 година АФИ-ја... 100 филмова, а Конгресна библиотека га је изабрала за чување у Националном регистру филмова због свог „културног, естетског или историјског значаја”.

## Радња
Опорављајући се због сломљене ноге, професионални фотограф Л. Б. „Џеф” Џефрис је везан за инвалидска колица у свом стану у Гринич Вилиџу на Менхетну. Његов задњи прозор гледа на двориште и друге станове. Током јаког топлотног таласа, он посматра своје комшије, који држе прозоре отворене да би се охладили. Нарочито га занимају усамљена жена којој Џеф даје надимак „Госпођица Усамљеносрца”, новопечени брачни пар, пијаниста, лепа плесачица са надимком „Госпођица Торзо”, средовечни пар чији мали пас воли да копа у цветној башти и Ларс Торвалд, путујући продавац бижутерије, чија непокретна супруга је везана за кревет.
Џефа редовно посећују његова девојка Лиза Фремонт и неговатељица по имену Стела. Једне ноћи након свађе са Лизом, Џеф остаје сам у свом стану и чује жену како вришти: „Немој!” и звук ломљења стакла. Касније те ноћи, током олује са грмљавином, он посматра Торвалда како више пута излази из зграде носећи кофер. Следећег јутра, Џеф примећује да нема Торвалдове жене и види га како чисти велики нож и ручну тестеру. Торвалд је такође наложио људима за селидбу да изнесу велики сандук. Џеф постаје уверен да је Торвалд убио своју жену, и то дели са Лизом и Стелом, које му поверују тек када виде да се Торвалд понаша сумњиво. Џеф позива свог пријатеља Тома Дојла, полицијског детектива, и тражи од њега да истражи Торвалда. Дојл не налази ништа сумњиво − наизглед, госпођа Торвалд је само отпутовала негде.
Убрзо потом, пас његових комшија је пронађен мртав. Избезумљена власница виче и сви прилазе до својих прозора осим Торвалда, који мирно седи у свом мрачном стану. Сигуран да је Торвалд убио пса, Џеф га зове телефоном да га намами како би Стела и Лиза могле да истраже. Он верује да је Торвалд нешто закопао у башти и да је убио пса јер је тамо копао. Када Торвалд оде, Лиза и Стела ископају цвеће, али ништа не налазе.
На велико Џефово чуђење и дивљење, Лиза се пење уз пожарне степенице до Торвалдовог стана и улази кроз отворен прозор. Џефова и Стелина пажња одлута када виде како госпођица Усамљеносрца узима неке таблете и пише поруку, схватајући да ће покушати да изврши самоубиство. Зову полицију, али пре него што је пријаве, госпођица Усамљеносрца застаје, отварајући прозор како би слушала музику пијанисте. Торвалд се враћа и суочава се са Лизом, а Џеф схвата да ће је Торвалд убити. Позива је полицију и пријављује да је напад у току. Полиција стиже и хапси Лизу када Торвалд укаже да је провалила у његов стан. Џеф види Лизу како потајно показује на свој прст са венчаним прстеном госпође Торвалд. Торвалд то такође види и, схвативши да она некоме сигнализира, угледа Џефа преко дворишта.
Џеф телефонира Дојлу и оставља хитну поруку док Стела одлази да избави Лизу из затвора. Када му зазвони телефон, Џеф претпоставља да је то Дојл и излане да је осумњичени отишао. Када се нико не јавља, схвата да је Торвалд звао. Торвалд улази у Џефов мрачни стан и Џеф га неколико пута привремено заслепи блицом свог фотоапарата. Торвалд гура Џефа кроз прозор, а Џеф, држећи се, виче у помоћ. Полиција улази у стан, Џеф пада, али полицајци на земљи успевају да га ухвате. Торвалд признаје полицији да је убио своју жену.
Неколико дана касније, Џеф се одмара у инвалидским колицима, сада са гипсом на обе ноге, и поново посматра комшије. Пар чији је пас убијен има ново штене, младенци се први пут свађају, љубавник госпођице Торзо се враћа из рата, госпођица Усамљеносрца почиње да се виђа са пијанистом, а Торвалдов стан се реновира. Лиза је са Џефом и чита књигу под насловом Иза високих Хималаја. Након што је видела да он спава, она радосно отвара модни часопис.

## Улоге
| Глумац           | Улога                     |
| ---------------- | ------------------------- |
| Џејмс Стјуарт    | Л. Б. „Џеф” Џефрис        |
| Грејс Кели       | Лиза Фремонт              |
| Вендел Кори      | детектив Томас „Том” Дојл |
| Телма Ритер      | Стела                     |
| Рејмонд Бер      | Ларс Торвалд              |
| Џудит Евелин     | госпођица Усамљеносрца    |
| Рос Багдасаријан | пијаниста                 |
| Џорџин Дарси     | госпођица Торзо           |